# (500602) 2012 UP120
(500602) 2012 UP120 es un asteroide perteneciente al cinturón de asteroides descubierto el 13 de noviembre de 2007 por el equipo del Spacewatch desde el Observatorio Nacional de Kitt Peak, Arizona, Estados Unidos.

## Designación y nombre
Designado provisionalmente como 2012 UP120.

## Características orbitales
2012 UP120 está situado a una distancia media del Sol de 3,033 ua, pudiendo alejarse hasta 3,206 ua y acercarse hasta 2,859 ua. Su excentricidad es 0,057 y la inclinación orbital 9,059 grados. Emplea 1929,36 días en completar una órbita alrededor del Sol.

## Características físicas
La magnitud absoluta de 2012 UP120 es 16,5. 